# Blaise Mautin
Pour les articles homonymes, voir Mautin.
 (avril 2015).
 (septembre 2019).
Blaise Jean Jacques Michel Mautin est un parfumeur-créateur français né à Neuilly-sur-Seine le 10 septembre 1968.

## Biographie
Blaise Mautin est né à Neuilly sur Seine le 10 septembre 1968 dans une famille d’industriels française. Il travaille Au Nain Bleu à Paris.
Il suit une formation professionnelle continue à l’institut supérieur international du parfum et complète sa formation à Grasse (1997-1999)[source secondaire souhaitée].
En 1999, Blaise Mautin devient parfumeur créateur chez BMPP[source secondaire souhaitée] qui a vocation de créer des parfums pour des hôtels (Le Bristol Paris (2000), Brenners Park (2001) Park Hyatt Paris Vendome 2002, Lov hotel collection).
En 2008 il collabore avec un cuisinier Jean Marc Notelet[source secondaire souhaitée] en 2008 à l’écriture d’un livre Le cuisinier et le parfumeur.
En 2004 Blaise Mautin collabore avec Hiroki Nakamura pour sa marque VISVIM créé à Tokyo en 1999. Il crée une gamme de parfum pour VISVIM.
En 2019 il fonde la marque Blaise Mautin Parfumeur Paris.